# Aruncarea de la margine

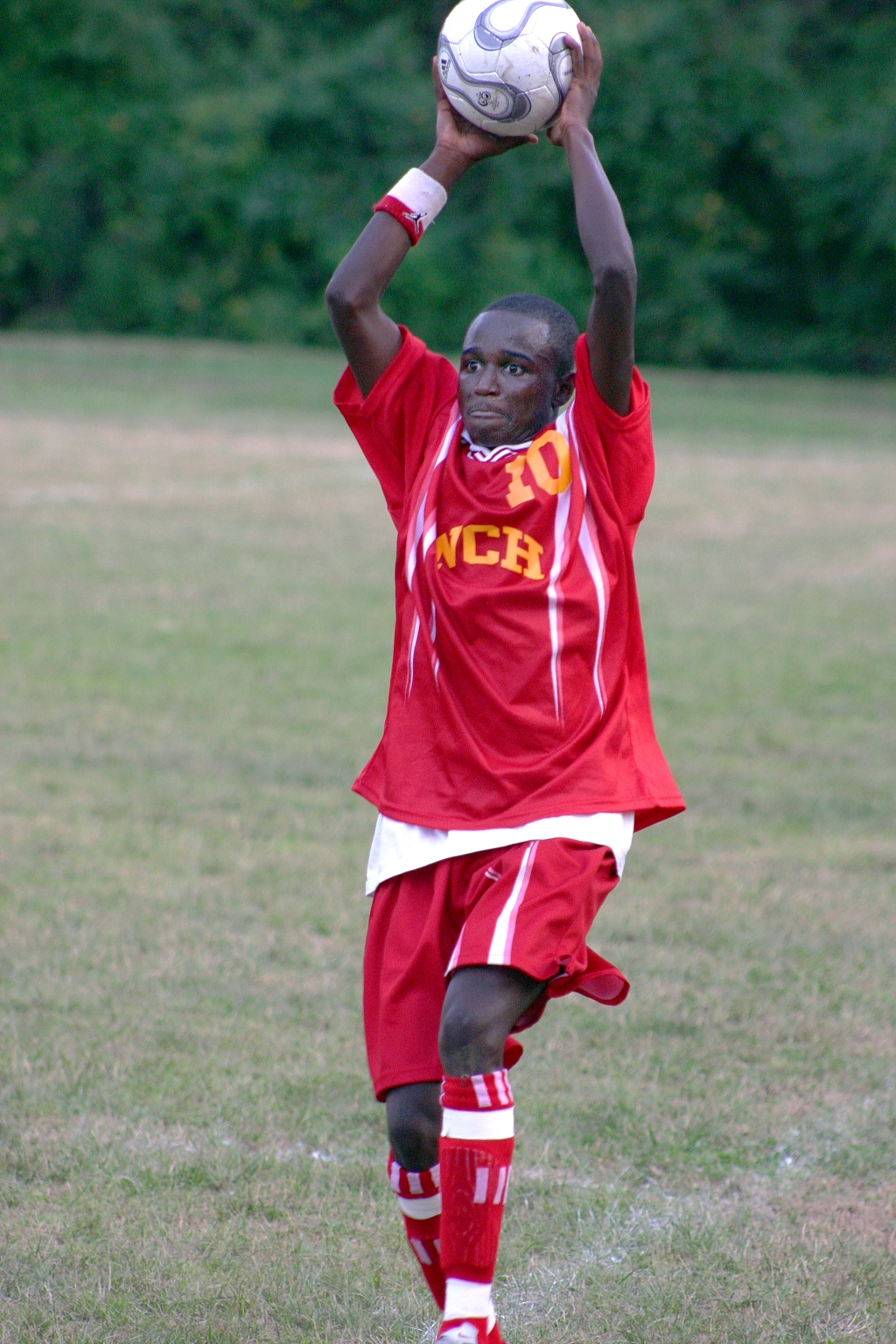
Un jucător aruncând mingea de la margine.

Aruncarea de la margine este o metodă de repunere a mingii în joc când aceasta a ieșit din suprafața terenului pe laterale. Aceasta poate fi aruncată pe o scurtă și pe o lungă distanță, ultimele dintre ele putând fi transformate cu ușurință în gol. Unul dintre fotbaliștii români cunoscut pentru aruncările lungi de la margine este George Ogăraru.